# Catarino Vergara
Catarino Vergara Sánchez fue un militar mexicano que participó en la Revolución mexicana, firmante del Plan de Ayala,  de ideología vinculada al zapatismo.

## Maderismo
Nació en Huachinantla, Puebla en 1870, sus padres fueron españoles. Su ingreso a la Revolución mexicana se remonta a cuando el General Emiliano Zapata hizo su primera reunión en El Satrillo, Puebla. Como Capitán del ELS fue uno de los firmantes del Plan de Ayala. Llegó a tener el grado de General del Ejército Libertador del Sur. Su hermano Próspero Vergara también participó en la Revolución Mexicana, aunque sin destacar como Catarino. Falleció en 1961 en Huachinantla, Puebla.